# أليكس هاردن
أليكس هاردن (بالإنجليزية: Alex Harden)‏ مواليد 27 مايو 1993 في مونتغومري، هي لاعبة كرة سلة أمريكية. بدأت مسيرتها الاحترافية في سنة 2015. تم اختيارها من قبل فريق فينيكس ميركوري خلال الدرافت. تلعب مع فينيكس ميركوري في دوري الاتحاد الوطني لكرة السلة النسائية. وتحمل الرقم 12. يبلغ طولها 6 قدم 0 بوصة (1.8 م).

## روابط خارجية
- أليكس هاردن على موقع الاتحاد الوطني لكرة السلة النسائية (الإنجليزية)
- أليكس هاردن على موقع كرة السلة الأوروبية.كوم (الإنجليزية)
- أليكس هاردن على موقع كلية كرة السلة في سبورتس رفرنس.كوم (الإنجليزية)
- أليكس هاردن على موقع بروبوليرز (الإنجليزية)
- أليكس هاردن على موقع سبورتس رفرنس (الإنجليزية)